# 河川襲奪

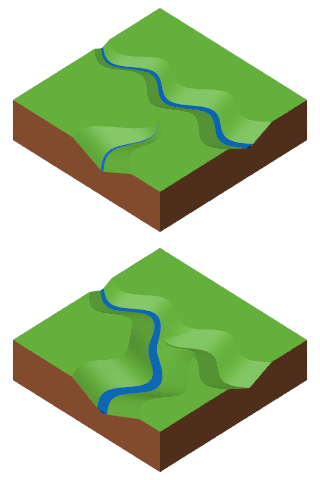
河川襲奪（搶水）

河川襲奪是一個地理學上的名詞，指在河流發育的過程中，相鄰的兩條河由於側蝕或向源侵蝕的關係，「低位河」越過分水嶺搶奪「高位河」上游集水區的現象，簡稱襲奪。襲奪高位河的低位河稱為「襲奪河」，被襲奪的高位河上游稱為「改向河」，剩餘失去源水的高位河河段則稱為「斷頭河」。

## 發生條件
兩條河間要發生河川襲奪現象，必須要有三個初始條件：
1. 兩條河川間的距離不能太遠。
2. 其中一條河川的側蝕或向源侵蝕強烈。
3. 必須一條為高位河、另一條為低位河。

## 過程
1. 低位河主流或支流向源侵蝕或側蝕至與高位河分界的分水嶺。
2. 侵蝕位置的分水嶺產生斷崖並造成岩塊崩塌。
3. 侵蝕越過原本的山稜線使得山稜線下降並改變。
4. 侵蝕位置的分水嶺消失，高位河上游河水改流入低位河形成河川襲奪。

## 影響
襲奪河因流量增加，改向河因侵蝕基準下移，侵蝕力皆增強而產生峽谷或河階，並出現回春作用。斷頭河則因失去集水區，呈現谷大水小的「無能河」情形，容易發生堆積，部份斷頭河因河道平緩產生埤塘，例如臺灣宜蘭的雙連埤，而其支流匯入處則容易形成沖積扇。改向河與斷頭河的舊河床形成新的分水嶺，稱之為「風口」。由於集水區河道改變使得下游水源分配發生變化，對於用水量較大產業如農業、居民飲用水以及河道運輸造成衝擊，搶水河下游水量增加有利發展，斷頭河下游則減少供水。

## 實例
- 古金沙江本經由紅河流入南海，古长江本发源于巫山东麓。距今十几万年前，古长江不断进行向源侵蚀，切穿巫山，形成三峡后，将四川盆地古湖放空，进而向西南，在今云南石鼓处，切夺金沙江河道，使金沙江成为长江正源。
- 約在六萬年前，台北丘陵陷落形成台北盆地，原由東向西流在林口入海的古新店溪轉向北由淡水入海形成古淡水河，同時沿著林口台地邊緣向南侵蝕在三萬年前於石門襲奪原由東向西流在桃園入海的古大漢溪。另一支流古基隆河則向東侵蝕分別在二萬年前於八堵、瑞芳連奪兩條原由南向北在基隆、瑞濱入海的河流，匯集成今日的淡水河流域[2][3]。
- 現在，在臺灣中部玉山東北側的陳有蘭溪正向南侵蝕，在八通關大山及玉山北峰的陵線以北形成金門峒斷崖，目前已開始越過山稜線，將來有可能到達荖濃溪源流河道，屆時高位的荖濃溪現有源流將會被低位的陳有蘭溪襲奪。不過由於被襲奪點以上的流域面積不大，對於荖濃溪流量影響甚微。[4][5]。
- 美國俄亥俄州與西維吉尼亞州的Teays河上游與俄亥俄河襲奪。
- 日本廣島縣太田川流域的根之谷川與可愛川襲奪。

## 外部連結
- 地理學課程——河流地形[永久] - 老歐的Home Page
- 河流掠奪 - 地理入門 （页面存档备份，存于）